# Dobrotice (Holešov)
Dobrotice jsou částí města Holešov v okrese Kroměříž.
Nacházejí se na severovýchodě Holešova. Nachází se zde terénní pozůstatky tvrze. Jedná se o pahorek obklopený původním dvojitým příkopem a dvojitým valem. Vnější příkop a val na severozápadní straně již zanikl, dnes je tam pole. První zmínky byly zaznamenány roku 1269, v roce 1437 se stal tvrzištěm.
Bývalá vladycká raně gotická tvrz se zbytky valů byla zničena již v polovině 15. století. Prochází tudy železniční trať Kojetín – Valašské Meziříčí a silnice II/438. Je zde evidováno 163 adres. Trvale zde žije 447 obyvatel.
Dobrotice je také název katastrálního území o rozloze 4,85 km2.
V obci se nachází hospoda, mateřská škola, točená zmrzlina, knihovna, benzinová stanice a železniční zastávka.

## Obyvatelstvo

### Struktura
Vývoj počtu obyvatel za celou obec i za jeho jednotlivé části uvádí tabulka níže, ve které se zobrazuje i příslušnost jednotlivých částí k obci či následné odtržení.
| Místní části   | Místní části   | 1869 | 1880 | 1890 | 1900 | 1910 | 1921 | 1930 | 1950 | 1961 | 1970 | 1980 | 1991 | 2001 | 2011 |
| -------------- | -------------- | ---- | ---- | ---- | ---- | ---- | ---- | ---- | ---- | ---- | ---- | ---- | ---- | ---- | ---- |
| Počet obyvatel | část Dobrotice | 524  | 515  | 477  | 511  | 545  | 560  | 562  | 505  | 530  | 466  | 429  | 408  | 447  | 431  |
| Počet domů     | část Dobrotice | 73   | 73   | 78   | 81   | 83   | 87   | 101  | 116  | 121  | 119  | 115  | 138  | 148  | 152  |

## Pamětihodnosti
- Boží muka
- Zřícenina tvrze nad vsí, na valech tvrze se nachází planá hrušeň zapsaná na seznamu památných stromů v okrese Kroměříž
- Výklenková kaplička – poklona